# Гусевка (приток Терсы)
Гусевка — река в России, протекает в Саратовской области. Устье реки находится в 208 км по правому берегу реки Терса. Длина реки составляет 35 км.

## Данные водного реестра
По данным государственного водного реестра России относится к Донскому бассейновому округу, водохозяйственный участок реки — Терса, речной подбассейн реки — Бассейн прит-в Дона м/д впад. прит-в Хопра и С.Донца. Речной бассейн реки — Дон (российская часть бассейна).
Код объекта в государственном водном реестре — 05010300212107000008688.